# Bernard Ravet
Pour les articles homonymes, voir Ravet.
Bernard Ravet, cuisinier, né à Chalon-sur-Saône, était le chef du restaurant L'Ermitage à Vufflens-le-Château (Suisse) pendant 33 ans, dont 29 ans à 19 points sur 20 selon Gault et Millau. Il est né le 11 mars 1947, marié à Ruth avec laquelle il a eu trois enfants, Isabelle, Guy, et Nathalie, tous diplômés de l'École hôtelière de Lausanne.
Après avoir tenu l'Hôtel-de-Ville d'Échallens (Suisse) pendant 15 ans, il s'installe à Vufflens-le-Château le 13 octobre 1989 et y reste actif jusqu'à la fermeture de l'établissement le 30 juillet 2022.